# Kalasam

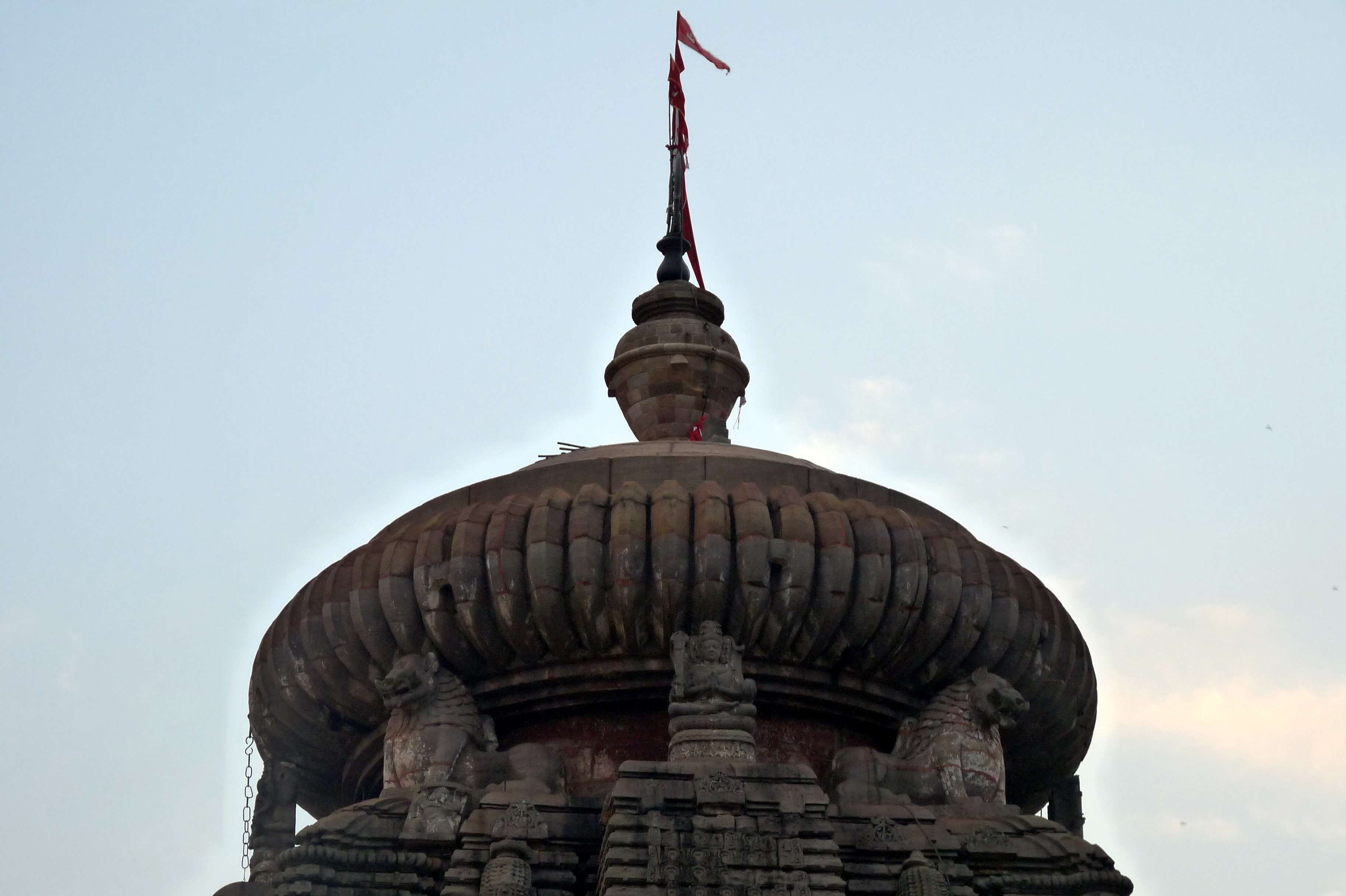
Kalasam sopra l'Amalaka in cima al tempio Lingaraj a Bhubaneswar

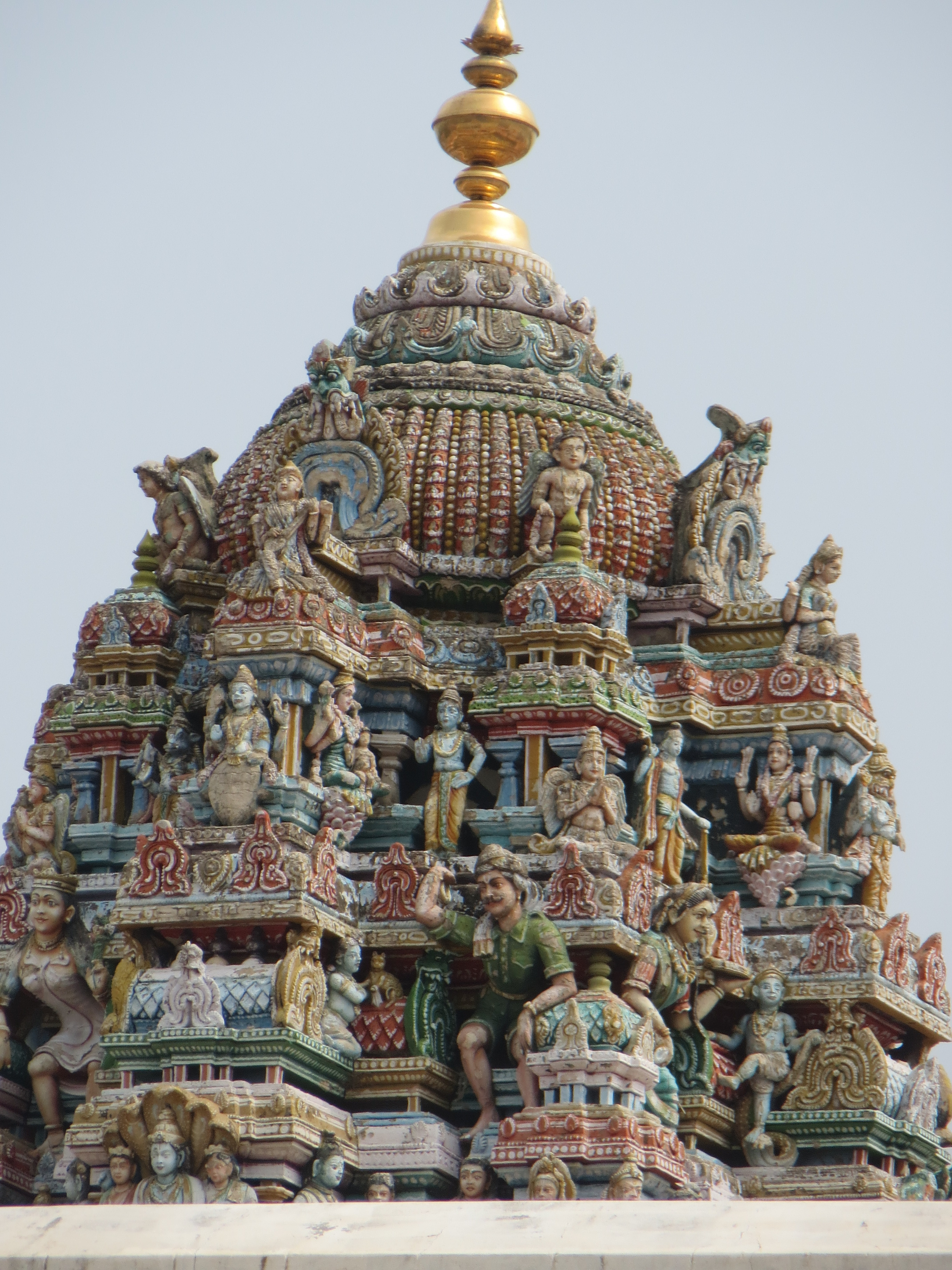
Kalasam dorato in cima a un gopura nel Tamil Nadu (India)

Un kalasam è un pinnacolo tipicamente posto in cima alle torri dei templi indù. Questi kalasam, a forma di vaso capovolto con una punta rivolta verso il cielo, sono elementi di spicco dell'architettura del tempio. Il rinnovo periodico del tempio è chiamato samprokshanam o kumbhabishekam (quando si tiene come festa) e si concentra sui kalasam. Vengono eseguiti rituali elaborati insieme al rinnovo delle strutture fisiche del tempio.
La maggior parte dei kalasam sono fatti di metallo e alcuni di pietra. La vista del gopuram (torre del tempio) è uno dei rituali importanti del culto indù insieme alla vista del dwajasthambam o del kodimaram (albero della bandiera del tempio). Questi gopuram sono solitamente sormontati da kalasam ornamentali.
Alcuni templi hanno quattro torri d'ingresso che proteggono circa 75.000 metri quadrati su tutti e quattro i lati. Tuttavia, questi sono numeri approssimativi.
I kalasam sono tradizionalmente pieni di cereali; questa era un'antica tradizione per garantire che in tempi di inondazioni o disastri, il grano poteva essere piantato utilizzando i depositi nei kalasam. Ogni 12 anni, il grano nei kalasam del tempio viene riempito e cambiato durante una festa.